# تيليكوم 2 آي
تيليكوم 2 آي (بالإنجليزية: Telecom 2A)‏، هو قمر صناعي تابع لشركة اتصالات فرنسا، أطلق في 16 ديسمبر 1991، تيليكوم 2 آي هو أول قمر صناعي من الجيل الثاني، وإطلاقه كان في مقاطعة كورو في غويانا الفرنسية في الساعة 20:00 بالتوقيت العالمي بواسطة الصاروخ آريان 4.

## الوصف
- الإطلاق:16 ديسمبر 1991.
- المطلق:آريان 4.
- المدار الثابت بالنسبة للأرض:36000 كم.
- الوزن عند الإقلاع:2275 كغ.
- نهاية المهمة:أكتوبر 2005.

## المهمة
- القمر تيليكوم 2 آي غادر في كوكبة تضم 4 أقمار، ومنها تيليكوم 2 بي و، تيليكوم 2 سي، تيليكوم 2 دي.
- هذه الأقمار عبارة عن عقد بين كل من: الوفد العام لمجال التسلح واتصالات فرنسا. عموما الأقمار الصناعية مجهزة بثلاثة حمولات مستعملة: اثنتان تستعمل في المجال المدني والعسكري، والأخرى للوحدات السكانية.
- هذه الحمولات الثلاث تقوم بإعادة عملية الاتصالات:
- حمولة في الحزمة سي.
- حمولة في الحزمة كيو.
- حمولة في الحزمة إكس.